# Meibomia dependens
Meibomia dependens là một loài thực vật có hoa trong họ Đậu. Loài này được (Blume ex Miq.) Kuntze mô tả khoa học đầu tiên năm 1891.